# Георг-Вільгельм Шульц
Георг-Вільгельм Шульц (нім. Georg-Wilhelm Schulz; 10 березня 1906, Кельн — 5 липня 1986, Гамбург) — німецький офіцер-підводник, корветтен-капітан крігсмаріне. Кавалер Лицарського хреста Залізного хреста.

## Біографія
Служив в торговельному флоті, а в жовтні 1933 року переведений у ВМС офіцером з питань торгівлі. 1 січня 1934 року вступив на флот. У вересні 1935 року переведений в підводний флот. З 5 січня по 15 жовтня 1939 року командував підводним човном U-10, на якому зробив 2 походи (33 дня в морі). З 16 грудня 1939 року — командир підводного човна U-64, вивів його в похід в берегів Норвегії, але через його човен був потоплений британською авіацією; більша частина екіпажу врятувалася. 11.6.1940 призначений командиром підводного човна U-124 (Тип IX-B), на якій зробив 5 походів (провівши в морі в цілому 222 дні). Найбільш успішним для Шульца став його 4-й похід, під час якого він потопив 11 кораблів загальною водотоннажністю 52 379 брт. Кілька його вахтових офіцерів (серед яких — Райнгард Гардеген, Вернер Генке і Йоганн Мор) стали асами підводної війни. З 7 вересня 1941 року — командир 6-ї флотилії підводних човнів. У жовтні 1943 року переведений в штаб командувача підводними навчальними флотиліями (штаб-квартира в Готенгафені) 1-м офіцером Адмірал-штабу. Одночасно Шульц очолював групу по тестуванню підводних човнів, де проходили перевірку нові човни типів XXI і XXIII. 22 квітня 1945 року призначений командиром 25-ї флотилії підводних човнів і залишався на чолі її до кінця війни.
Всього за час військових дій Шульц потопив 19 кораблів загальною водотоннажністю 89 886 брт і пошкодив 1 корабель водотоннажністю 3 900 брт.

## Звання
- Фенріх-цур-зее (1 січня 1934)
- Обер-фенріх-цур-зее (1 вересня 1935)
- Лейтенант-цур-зее (1 січня 1936)
- Обер-лейтенант-цур-зее (1 жовтня 1937)
- Капітан-лейтенант (1 квітня 1939)
- Корветтен-капітан (1 квітня 1943)

## Нагороди
- Медаль «За вислугу років у вермахті» 4-го класу (15 жовтня 1937)
- Медаль «У пам'ять 1 жовтня 1938» (1 жовтня 1939)
- Іспанський хрест в бронзі з мечами (6 червня 1940)
- Нагрудний знак підводника (23 грудня 1939)
- Залізний хрест 2-го і 1-го класу (25 вересня 1940) — отримав 2 нагороди одночасно.
- Лицарський хрест Залізного хреста (4 квітня 1941)
- Хрест Воєнних заслуг 2-го і 1-го класу з мечами (30 січня 1945) — отримав 2 нагороди одночасно.